# Чаковець

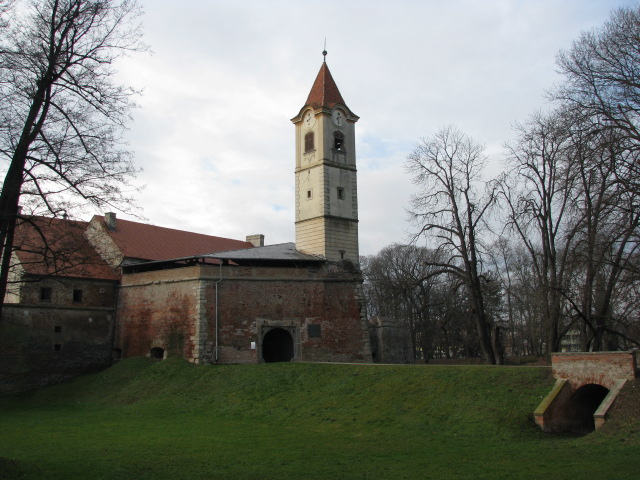
Стара частина міста

Чаковець (хорв. Čakovec, нім. Csakathurn/Tschakathurn, угор. Csáktornya) — місто на півночі Хорватії, адміністративний і промисловий центр та найбільше місто Меджимурської жупанії, розташоване приблизно за 90 км на північ від столиці Загреба.

## Історія
Місто входило до складу Угорщини до 1918 р., а також короткий час з 1941 до 1945 р. Попри це, у сучасному складі населення міста угорці складають менше одного відсотку.

## Населення
Населення громади за даними перепису 2011 року становило 27 104 осіб, 7 з яких назвали рідною українську мову. Населення самого поселення становило 15 147 осіб. Більшість населення становлять хорвати з часткою в 93 %, а серед нацменшин найчисельніша — циганська з показником 3,6 % по муніципалітету. Інші місцеві етнічні громади представляють серби, словенці, угорці та албанці.
Динаміка чисельності населення громади:
Динаміка чисельності населення центру громади:

## Населені пункти
Крім міста Чаковець, до громади також входять:
- Івановець
- Криштановець
- Куршанець
- Мачковець
- Миховлян
- Ново Село-на-Драві
- Ново Село-Рок
- Савська Вес
- Слемениці
- Шандоровець
- Тотовець
- Жишковець

## Клімат
Середня річна температура становить 10,23°C, середня максимальна – 24,80°C, а середня мінімальна – -6,56°C. Середня річна кількість опадів – 826,00 мм.
| Клімат поселення                              | Клімат поселення | Клімат поселення | Клімат поселення | Клімат поселення | Клімат поселення | Клімат поселення | Клімат поселення | Клімат поселення | Клімат поселення | Клімат поселення | Клімат поселення | Клімат поселення | Клімат поселення |
| Показник                                      | Січ.             | Лют.             | Бер.             | Квіт.            | Трав.            | Черв.            | Лип.             | Серп.            | Вер.             | Жовт.            | Лист.            | Груд.            |                  |
| Середній максимум, °C                         | 5,34             | 7,38             | 11,93            | 16,35            | 21,73            | 24,80            | 24,29            | 23,68            | 19,50            | 14,25            | 8,47             | 4,77             |                  |
| Середня температура, °C                       | −0,61            | 1,44             | 6,01             | 10,40            | 15,78            | 18,84            | 20,28            | 19,66            | 15,52            | 10,24            | 4,46             | 0,76             |                  |
| Середній мінімум, °C                          | −6,56            | −4,49            | 0,04             | 4,45             | 9,83             | 12,91            | 16,28            | 15,66            | 11,48            | 6,23             | 0,44             | −3,25            |                  |
| Норма опадів, мм                              | 40               | 42               | 53               | 63               | 71               | 95               | 87               | 89               | 81               | 75               | 75               | 55               |                  |
| Середньомісячна швидкість вітру, м/с          | 2.00             | 2.22             | 2.60             | 2.60             | 2.40             | 2.19             | 2.10             | 1.90             | 1.90             | 1.90             | 2.09             | 2.09             |                  |
| Середньомісячна сонячна радіація, кДж/м²·день | 4007             | 6746             | 10536            | 14988            | 19004            | 20818            | 21355            | 18655            | 13810            | 8627             | 4466             | 3243             |                  |
| --------------------------------------------- | ---------------- | ---------------- | ---------------- | ---------------- | ---------------- | ---------------- | ---------------- | ---------------- | ---------------- | ---------------- | ---------------- | ---------------- | ---------------- |
| Джерело:                                      |                  |                  |                  |                  |                  |                  |                  |                  |                  |                  |                  |                  |                  |

## Відомі люди
- Денис Главина (* 1986) — хорватський футболіст, захисник казахстанського клубу «Тобол», який у 2000-х рр. кілька сезонів виступав за полтавську «Ворсклу».
- Івана Лісяк (* 1987) — хорватська тенісистка-професіонал.
- Йосип Хорват Меджимурец (1904—1945) — хорватський художник.